# Archäologisches Museum Argostoli

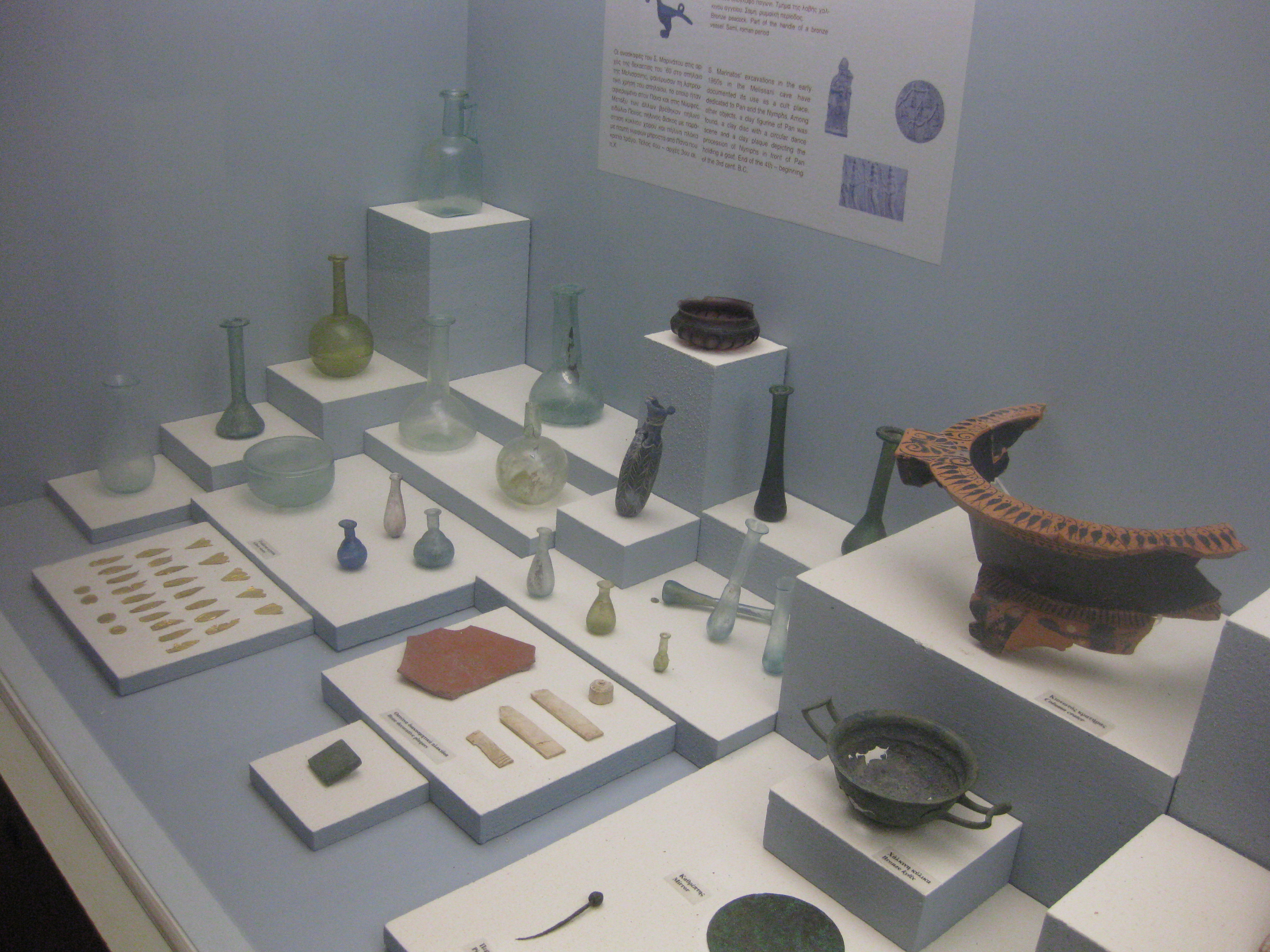
Funde aus dem Melissani-See, die unter der Leitung von Spyridon Marinatos gemacht wurden.

Das Archäologische Museum Argostoli (griechisch Αρχαιολογικό Μουσείο Αργοστολίου Archeologiko Mousio Argostoliou, früher Museum von Kefalonia) ist ein archäologisches Museum in Argostoli auf der westgriechischen Insel Kefalonia.
Das Museum wurde als Museum von Kefalonia gegründet. Nach dem Erdbeben von 1953 wurde 1955 von Patroklos Karantinos ein Neubau entworfen, der 1960 eingeweiht wurde. Das Museum dokumentiert die Geschichte der Insel von der Steinzeit über die mykenische Zeit und die Antike bis zum Byzantinischen Reich.
Die wichtigsten Exponate stammen aus der mykenischen Zeit, darunter eine Schale und eine goldene Halskette aus Lakkithra aus dem 12. Jahrhundert v. Chr. und eine Bronzespange und eine Vase aus Diakata ebenfalls aus dem 12. Jahrhundert. Aus antiker Zeit stammen Funde aus dem Melissani-See und ein römisches Mosaik aus Vazza bei Mantzavinata.
2014 wurde das Museum aufgrund schwerer Erdbebenschäden geschlossen. Gegenwärtig entsteht ein Neubau an alter Stelle.